# Víctor Hugo Sarabia
Víctor Hugo Sarabia Aguilar (Iquique, Chile, 27 de noviembre de 1983) es un exfutbolista e ingeniero  chileno, que jugaba como  mediocampista. 

## Biografía
Es hijo del exfutbolista y actual entrenador Victor Hugo Sarabia.
Realizó sus divisiones inferiores en Universidad de Chile, donde no logró debutar profesionalmente. Jugó cedido ente 2005 y 2006 en Naval, para el segundo semestre de 2006 ascender a  Primera División defendiendo los colores de Ñublense. En 2007 jugó por Lota Schwager, donde descendió a la Primera B. Entre 2008 y 2009 jugó por Huachipato, para volver en 2010 a Lota Schwager.
En el segundo semestre de 2011, fue fichado por el club de su ciudad natal Deportes Iquique.En julio de 2013 firmó para Cobresal, donde se coronó campeón del Torneo Clausura 2015.Además, formó parte del equipo que descendió en la temporada 2016-17. Luego de lograr volver a la primera división en 2018, Gustavo Huerta le comunicó que no contaba en sus planes para la siguiente temporada, lo que terminó siendo su último equipo en el profesionalismo.
En la actualidad está radicado en su natal Iquique, esta titulado de ingeniero comercial y administra un Apart hotel y un hostal.

## Clubes
| Club             | País  | Año       | PJ  | Goles |
| ---------------- | ----- | --------- | --- | ----- |
| Naval            | Chile | 2005-2006 | 20  | 2     |
| Ñublense         | Chile | 2006      | 0   | 0     |
| Lota Schwager    | Chile | 2007      |     |       |
| Huachipato       | Chile | 2008-2009 | 38  | 5     |
| Lota Schwager    | Chile | 2010-2011 |     |       |
| Deportes Iquique | Chile | 2011-2013 | 72  | 7     |
| Cobresal         | Chile | 2013-2018 | 104 | 8     |

## Palmarés

### Campeonatos nacionales
| Título           | Club     | País  | Año    |
| ---------------- | -------- | ----- | ------ |
| Primera División | Cobresal | Chile | 2015-C |